# کبک‌آباد
کبک آباد، روستایی از توابع بخش ششده و قره‌بلاغ شهرستان فسا در استان فارس است.

## جمعیت
این روستا در دهستان ششده قرار دارد و براساس سرشماری مرکز آمار ایران در سال ۱۳۹۰، جمعیت آن ۱٬۲۶۸ نفر (۳۸۸ خانوار) بوده‌است.